# Reno (catch)
Pour les articles homonymes, voir Reno.
Rick Cornell (né à Buffalo, New York) est un catcheur américain connu sous le nom de ring de Reno. Il est essentiellement connu pour son travail à la World Championship Wrestling (WCW) où il a remporté le championnat hardcore.

## Jeunesse
Cornell fait partie de l'équipe de lutte de son lycée avant de faire du kickboxing.

## Carrière de catcheur

### World Championship Wrestling (1999-2001)
Cornell décide de se lancer dans le catch à la fin des années 1990 et s'entraîne au Power Plant, l'école de catch de la World Championship Wrestling (WCW). Il y débute le 6 novembre 1999 où il perd face à Kid Romeo (en).
En avril 2000, il part avec d'autres catcheurs de la WCW à la New Japan Pro Wrestling.
Le 9 août, il adopte le nom de ring de Reno avant que l'équipe créative de la WCW décide de l'intégrer aux Natural Born Thrillers (en) (NBT) un clan mené par Mike Sanders et composé d'anciens élèves du Power Plant (Chuck Palumbo, Johnny the Bull, Mark Jindrak, Sean O'Haire et Shawn Stasiak),. Avec les NBT, il affronte Paul Orndorff (que le clan a provoqué en lui manquant de respect alors qu'il a entraîné la plupart d'entre eux), les Filthy Animals (Disco Inferno, Juventud Guerrera et Rey Mysterio Jr.) ainsi que Big Vito (en) mais le match s'est conclu sur un No contest à la suite de la blessure légitime d'Orndorff le 18 septembre à Fall Brawl. Le 2 octobre, il perd face à Sgt. AWOL (en) pour désigner le nouveau champion hardcore de la WCW mais Mike Sanders, qui est alors commissionnaire, inverse la décision à la suite de l'intervention de Big Vito en fin de match. Il défend son titre avec succès le 23 octobre à Thunder face à Kwee Wee (en) et après sa victoire, il attaque son adversaire mais Sgt. AWOL intervient et le fait passer à travers une table. Six jours plus tard à Halloween Havoc, Reno l'emporte face à Sgt. AWOL dans un match de championnat.

## Palmarès et récompenses des magazines
- Pro Wrestling Illustrated

| Année | 2004 |
| Rang  | 357  |